# Miahuatlán de Porfirio Díaz
Miahuatlán de Porfirio Díaz è un comune del Messico, situato nello stato di Oaxaca.